# Alaquàs (kommunhuvudort)
Alaquàs är en kommunhuvudort i Spanien.   Den ligger i provinsen Província de València och regionen Valencia, i den östra delen av landet, 300 km öster om huvudstaden Madrid. Alaquàs ligger 48 meter över havet och antalet invånare är 30 392.
Terrängen runt Alaquàs är platt, och sluttar österut.Runt Alaquàs är det mycket tätbefolkat, med 2 521 invånare per kvadratkilometer. Närmaste större samhälle är Valencia, 7,3 km öster om Alaquàs. Trakten runt Alaquàs består till största delen av jordbruksmark.